# Іван Юрич
Іван Юрич (хорв. Ivan Jurić, нар. 25 серпня 1975, Спліт) — хорватський футболіст, що грав на позиції півзахисника. Після завершення ігрової кар'єри — тренер. З травня 2021 року очолює тренерський штаб команди «Торіно». 19 вересня 2024 року очолив італійську «Рому».
Виступав, зокрема, за клуби «Хайдук» (Спліт), «Севілья» та «Дженоа», а також національну збірну Хорватії.

## Клубна кар'єра
Народився 25 серпня 1975 року в місті Спліт. Вихованець футбольної школи клубу «Хайдук» (Спліт). Дорослу футбольну кар'єру розпочав 1994 року в основній команді того ж клубу, в якій провів три сезони, взявши участь у 53 матчах чемпіонату.  За цей час виборов титул чемпіона Хорватії.
Своєю грою за цю команду привернув увагу представників тренерського штабу клубу «Севілья», до складу якого приєднався 1997 року. Відіграв за клуб з Севільї наступні чотири сезони своєї ігрової кар'єри. У цей період також грав на умовах оренди за «Альбасете».
Згодом з 2001 по 2006 рік грав на батьківщині за «Шибеник» та в Італії за «Кротоне».
2006 року перейшов до клубу «Дженоа», за який відіграв 4 сезони. Більшість часу, проведеного у складі «Дженоа», був основним гравцем команди. Завершив професійну кар'єру футболіста виступами за команду «Дженоа» у 2010 році.

## Виступи за збірні
1993 року дебютував у складі юнацької збірної Хорватії (U-17), загалом на юнацькому рівні взяв участь у 10 іграх.
Протягом 1995–1997 років залучався до складу молодіжної збірної Хорватії. На молодіжному рівні зіграв у 16 офіційних матчах, забив 1 гол.
2009 року дебютував в офіційних матчах у складі національної збірної Хорватії. Протягом кар'єри у національній команді, яка тривала 1 рік, провів у її формі 5 матчів.

## Кар'єра тренера
Завершивши ігрову кар'єру 2010 року, залишився у клубній структурі «Дженоа», де наступний сезон пропрацював тренером команди дублерів. Згодом також працював на різних тренерських посадах в клубах «Інтернаціонале» та «Палермо».
Перший досвід тренерської роботи здобув 2014 року з третьоліговою командою «Мантова», а вже наступний сезон провів тренуючи «Кротоне» з Серії B. Під його керівництвом команда посіла друге місце в другому італійському дивізіоні, що надало йому право виступів в «еліті», а хорватському тренеру — приз «Срібна лава» як найкращому тренеру Серії B.
Успіхи тренера на чолі «Кротоне» привернули до нього увагу представників Серії A і перед початком сезону 2016/17 Юрич повернувся до «Дженоа», цього разу вже в статусі головного тренера основної команди клубу. Його результати на чолі цієї команди не сповна задовільняли керівників клубу і після 32 турів чемпіонату він залишив команду, яка на той час йшла на 16-му місці турнірної таблиці. Пізніше, восени 2017 і восени 2018 хорватський фахівець знову ставав у керма «Дженоа», кожного разу ненадовго. 
Влітку 2019 року очолив тренерський штаб «Верони». 28 травня 2021 року був звільнений веронським клубом, а вже наступного дня був представлений як новий очільник тренерського штабу «Торіно». 
18 вересня 2024 року був призначений головним тренером «Роми», змінив на цій посаді Даніеле Де Россі, який заробив лише 3 очки в перших чотирьох матчах сезону. Контракт підписано до 30 червня 2025 року.
| Дата      | Місто            | Господарі | Результат | Гості    | Турнір            | Голи | Примітки |
| --------- | ---------------- | --------- | --------- | -------- | ----------------- | ---- | -------- |
| 11-2-2009 | Бухарест         | Румунія   | 1 – 2     | Хорватія | товариський матч  | -    |          |
| 1-4-2009  | Андорра-ла-Велья | Андорра   | 0 – 2     | Хорватія | Відбір до ЧС 2010 | -    | 64'      |
| 6-6-2009  | Загреб           | Хорватія  | 2 – 2     | Україна  | Відбір до ЧС 2010 | -    | 46'      |
| 12-8-2009 | Мінськ           | Білорусь  | 1 – 3     | Хорватія | Відбір до ЧС 2010 | -    | 88'      |
| 5-9-2009  | Загреб           | Хорватія  | 1 – 0     | Білорусь | Відбір до ЧС 2010 | -    | 81'      |
| Усього    |                  | Матчів    | 5         |          | Голів             | 0    |          |

## Титули і досягнення

### Як гравця
- Чемпіон Хорватії (1):

«Хайдук» (Спліт): 1994/95

### Як тренера
- Срібна лава (приз найкращому тренеру Серії B): 2015/16